# Botrychium biforme
Botrychium biforme là một loài dương xỉ trong họ Ophioglossaceae. Loài này được Colenso mô tả khoa học đầu tiên năm 1886.
Danh pháp khoa học của loài này chưa được làm sáng tỏ. 